# عبد العزيز إبراهيم (فلسطيني)
عبد العزيز إبراهيم (فلسطيني) (1962-1985) فنان تشكيلي. مواليد مخيم خان الشيخ في سوريا، هُجرت عائلتة من صفد أثناء النكبة عام 1948. تلقى تعليمه الأساسي في مدارس الوكالة، حصل على بكالويوس الفنون الجميلة عام 1983 من جامعة دمشق. اختار فن الملصقات والتصوير، وطبعت له العديد من الملصقات. انتسب عضواً في الاتحاد العام للفنانين التشكيليين الفلسطينين، شارك في مهرجان الشباب العالمي في الإتحاد السوفيتي، وعمل في مقر منظمة التحرير الفلسطينية بعد عودته إلى تونس، واستشهد فيها بغارة إسرائيلية اطلقت على مقر المنظمة في منطقة حمام الشط.

## أسلوبه الفني
اتخذ عبد العزيز من الملصقات شكلاً للمقاومة، وجمع في فنه بين الرسم والملصقات السياسية، من خلال الرموز التي استلهم مضامينها من الطبيعة والحياة الفلسطينية، كصورة الحصان، والفدائي، والبرتقال، والزخرفة الكنعانية. واستخدم في أعماله تقنيات مختلفة للتعبير عن الواقع الفلسطيني كالكولاج. برزت في أعماله الوطنية والثورية، بأسلوبه التعبيري السريالي الدرامي، الذي يحاكي الأرض والعودة، ويشكل علاقة ثورية بينها.
أنتج مجموعة كبيرة من الملصقات التي تركت أثراً وطنياً مثل ملصق صبرا وشاتيلا، ونموت واقفين ولن نركع، ومجموعة الملصقات التي أنتجها لمنظمة التحرير. لم يقتصر في فنه على الملصقات، بل أنتج العديد من اللوحات التي تحاكي الحنين والغربة، منها لوحة البرتقال المر، وحاضنة البرتقال.